# Besät und bestreut (Heraldik)

Bekanntes Beispiel: Blau, besät mit goldenen Lilien, das ist Frankreich (alt, Wappen der Kapetinger).

Die Ausdrücke besät und bestreut bezeichnen in der Fachsprache der Heraldik, der Blasonierung, eine regelmäßige Musterung mit vielen kleinen gleichen Figuren.

## Zu den Begriffen belegt, bestreut und besät
Prinzipiell kann jede Wappenfigur eines oder mehrere Felder, also weiter attributierbare Flächen, ausbilden. Kommen auf dieses Feld eine oder mehreren Figuren, spricht man von belegt. Immer, wenn eine definierte Anzahl gleicher Figuren gefordert wird, blasoniert man belegt. Wenn man nur ein allgemeines Muster ausdrücken will, spricht man bestreut oder besät. Man blasoniert dann etwa: Blau, mit goldenen Lilien besät respektive bestreut.
Im Prinzip heißen die beiden Ausdrücke dasselbe, bei manchen Autoren hat sich aber eine Präzisierung ausgebildet.
- bestreut = kleine Figuren im gesamten Schild gleichmäßig verteilt, ohne den Rand zu berühren
- besät = desgleichen, wenn an den Rändern die Figuren angeschnitten werden

Bei ersterem können die Zeichen auch eigenständiger als Nebenfiguren  gesehen werden, bei zweiterem haben sie mehr den Charakter einer Musterung als Füllbild.

„besät“ und „bestreut“
Gold, besät mit roten Herzen, ein blauer, rotbewehrter Löwe (Landkreis Gifhorn)
Gold, bestreut mit roten Herzen, ein blauer, rotbewehrter Löwe (Landkreis Harburg)

Dänemark (bis 1819), mit Herzen besät

Historisch wurde auch zwischen belegt (ohne Angabe der Anzahl) und besät/bestreut nicht immer unterschieden: Da in der Heraldik der Wortlaut der Blasonierung gültig ist, nicht die konkrete Darstellung, kann im Allgemeinen nicht genau gesagt werden, ob das Anschneiden am Rand verbindlich ist oder nicht.
Oft folgt die Darstellung dann einer konkreten Tradition oder sie leitet sich aus dem Charakter der Belegung und der Randlinien und ihrer Bedeutung ab: Eine Linie einer Wappenvereinigung hat einen anderen Charakter als ein Bord um den Schild, oder ein der Musterung aufgelegtes Wappentier, oder die Umgrenzung des Wappentieres selbst, wenn dieses belegt ist (dann vornehmlich besät, ein Adler etwa ließe sich schlecht präzise bestreuen). Historisch wurde oft ein unspezifisch besätes Bild auf eine konkrete Zahl festgelegt, bekannte Beispiele sind das Königreich Frankreich, im Mittelalter von lilienbesät auf mit 3 Lilien belegt festgesetzt (die alte Lilienbestreuung findet sich noch bei Altburgund), oder das Königreich Dänemark, heute verbindlich 9 Herzen (jeder Leopard von je drei begleitet).
Die Heraldische Farbregel, dass sich Metall und Farbe nicht berühren dürfen, gilt hier besonders streng. Toleriert werden Fälle, in denen – die Farbregel nicht vorsätzlich verletzend – Farben aus politischen oder familiären Gründen vereinigt und nachträglich bestreut werden oder das vereinigte Wappen eine Bestreuung als wichtiges Kennzeichen erbt.

## Varianten
Prinzipiell lässt sich jede Figur säen oder streuen und wird dann oft heraldisch vereinfacht, ohne ihren Charakter zu verlieren. Ohne nähere Angabe ist eine Standardform gemeint (die ebenfalls je nach Autor unterschiedlich ausgeführt sein kann), sonst sind alle geforderten Details anzugeben.
Bestreut/besät werden kann auf zweierlei Formen, zum einen schachbrettartig, also in Zeilen und Reihen (heraldisch balken- und pfahlweise), zum anderen diagonal (heraldisch gesprochen schräg), das folgt aus dem Muster, kleine Quadrate etwa sind gern in ersterer Form, Lilien in zweiter Form gelegt, oder es bleibt dem Wappengestalter überlassen.
Die Musterung ist besonders in der französisch-englischen Heraldik beliebt. Dort haben sich zahlreiche Spezialbezeichnungen dafür ausgebildet, womit bestreut/besät wird, in Form einer Adjektivierung, die teilweise auch in das Deutsche übertragen wurden:
- semé of cross-crosslets: crusily – mit Kreuzen/Kreuzchen bestreut/besät
- semé of fleurs-de-lis: semé-de-lis – mit Lilien bestreut/besät, lilienbestreut/-besät
- semé of plates: platé – mit Kugeln/Scheiben bestreut/besät; speziell auch:
  - semé of torteaux: tortelly – mit roten Kugeln/Scheiben bestreut/besät
  - semé of bezants: bezanté – mit goldenen Kugeln/Scheiben bestreut/besät, deutsch auch mit Münzen oder Pfenningen
  - in silber deutsch: mit Kieseln
- semé of billets: billeté – mit Schindeln/Brieflein/Kärtchen bestreut/besät, auch: beschindelt/geschindelt
  - liegend: mit  Steinen/Ziegeln bestreut/besät
- maclé  – mit Fensterrauten bestreut/besät
- semé of annulets: annulletty – mit Ringen bestreut/besät
- semé of sparks: étincellé – mit Funken bestreut/besät
- semé of guttae: gouttée  – mit Tropfen/Tränen bestreut/besät
hier haben sich noch ganz spezielle Begriffe eingebürgert: gouttée d'or (‚Gold‘); d’eau (silber, ‚Wasser‘); de larmes (blau, ‚Tränen‘); de sang (rot, ‚Blut‘); de poix (schwarz, ‚Pech‘).

In Frankreich ist dieser Wappenschmuck besonders beliebt, hier finden sich vielfache Musterungen, auch mit mehreren Figuren kombiniert.

## Beispiele

Ein grünes Schildhaupt, mit Bienen (in natürlichen Farben) bestreut (Saint-Étienne-au-Mont FR)
Schwarz, mit Balkenkreuzen besät (Menneville FR)
Blau, mit Fensterrauten (balkenweise aneinanderstoßend) besät (heraldisches Muster)
Hermelin, mit roten liegenden Monden besät (Sainte-Gemme-la-Plaine FR)
Silber, mit Rosen (in Standardfärbung) besät (heraldisches Muster)
Gold, mit silbernen Schellen über roten liegenden Monden besät (Coublanc FR)
Schwarz, mit goldenen Sensen (schräglinksbalkenweise, gestürzt) besät (Rognac FR)
Blau, mit goldenen Sternen bestreut (Västerbotten SE)
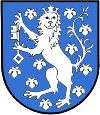
Blau, mit 10 gestürzten silb. Weinblättern bestreut (ausdrückl. Angabe der Anzahl, Petersdorf II AT)